# بلوار مدرس (شیراز)
بلوار مدرس یکی از بلوارهای اصلی در شرق شهر شیراز است که از میدان ولیعصر آغاز شده و پس از گذشتن از کنار ترمینال مدرس، کاوه، بلوار فضیلت، خیابان ایثار، کوی آزادگان، کوی زهرا، پست مرکزی، بلوار رازی، فضل‌آباد ،دانشگاه صنعتی شیراز، پل غدیر، بلوار جانبازان (پودنک)، فرصت شیرازی و پایگاه هوایی شهید دوران در میدان گلسرخ، ابتدای ورودی فرودگاه شهید دستغیب شیراز پایان می‌یابد و همچنین مدرس از طریق پل غدیر به بزرگراه سرداران و بزرگراه رحمت متصل می‌شود. قسمت‌های مختلف این بلوار به ترتیب زیرنظر مناطق ۳ و ۱۱و ۲ و ۷ شهرداری شیراز محسوب می‌شوند. بسیاری از ادارت دولتی استان فارس در این بلوار قرار دارند.
ساخت این بلوار به دههٔ چهل شمسی بازمی‌گردد. زمانی که تصمیم به ساخت فرودگاه جدید شیراز(فرودگاه شهید دستغیب) گرفته شد. این جاده در زمان پهلوی به صورت چهاربانده ساخته شد که دو باند کوچک‌تر برای افراد عادی بوده و بعداً آسفالت شده‌است.

## بلوار تشریفاتی
تا سال‌های سال بعد از ساخت این بلوار در دورهٔ پهلوی کسی اجازه خرید زمین و ساخت و ساز در این بلوار را نداشت و این بلوار به عنوان بلوار تشریفاتی یاد می‌شد و افراد معروفی از جمله ملکه انگلستان برای بازدید از شیراز و تخت جمشید از این بلوار عبور می‌کردند. در این سال‌ها فقط موزهٔ تاریخ طبیعی و کارخانه زیمنس در این بلوار ساخته شد. البته بعدها در همان دوران زمین‌های اطراف این بلوار برای ساخت و ساز فروخته شد. همچنین این بلوار اولین بلوار چهار بانده شیراز بوده‌است.

## مراکز اداری - آموزشی
- اداره گذر نامه کل استان فارس
- کارخانجات مخابراتی ایران (زیمنس)
- اداره پست کل استان فارس
- دانشگاه صنعتی شیراز
- اداره کل اتباع مهاجر
- اداره راه و شهرسازی استان فارس (ساختمان شماره ۱)
- اداره کل هواشناسی استان فارس
- اداره پشتیبانی امور دامی
- اداره کل گمرکات استان فارس
- سازمان بهداشت و درمان استان فارس
- شهرداری منطقه یازده شیراز
- موزه تاریخی طبیعی شیراز
- اداره اماکن شهر شیراز
- اداره انبار و اموال شهرداری شیراز
- نیروگاه گازی شیراز

## مسیر
| از شرق به غرب                                       | از شرق به غرب                                           | از شرق به غرب |
| --------------------------------------------------- | ------------------------------------------------------- | ------------- |
| میدان الله (گل سرخ)                                 | بزرگراه خلیج فارس بلوار شهید شیرودی بلوار دکتر شاهچراغی |               |
| ایستگاه متروی شهید دستغیب                           |                                                         |               |
|                                                     | خیابان شهید دوران                                       |               |
| ایستگاه متروی شهید دوران                            |                                                         |               |
|                                                     | بلوار فرصت شیرازی                                       |               |
| ایستگاه متروی فرصت شیرازی                           |                                                         |               |
|                                                     | خیابان سهراب سپهری                                      |               |
|                                                     | خیابان محراب                                            |               |
|                                                     | بلوار جانبازان                                          |               |
| ایستگاه متروی جانبازان                              |                                                         |               |
| پل غدیر                                             | بزرگراه رحمت بزرگراه سرداران                            |               |
| ایستگاه متروی غدیر                                  |                                                         |               |
|                                                     | خیابان فضل‌آباد                                          |               |
|                                                     | بلوار رازی                                              |               |
| ایستگاه متروی رازی                                  |                                                         |               |
|                                                     | خیابان پست                                              |               |
|                                                     | بلوار الزهرا                                            |               |
|                                                     | بلوار آزادگان                                           |               |
|                                                     | بلوار فضیلت                                             |               |
| ایستگاه متروی فضیلت                                 |                                                         |               |
|                                                     | بلوار ایثار                                             |               |
|                                                     | خیابان شهید کاوه                                        |               |
| ایستگاه متروی کاوه پایانه مسافربری مدرس             |                                                         |               |
|                                                     | بلوار غدیر                                              |               |
| ایستگاه متروی میدان ولیعصر پایانه اتوبوسرانی ولیعصر |                                                         |               |
| پل ولیعصر                                           | بلوار سلمان فارسی بلوار زینبیه                          |               |
| میدان ولیعصر                                        | بلوار کریم‌خان زند بلوار سلمان فارسی خیابان تختی         |               |
| از غرب به شرق                                       |                                                         |               |